# John Cooper Clarke
John Cooper Clarke, né le 25 janvier 1949 à Salford, est un poète britannique, se produisant sur scène, originaire de Salford dans le Grand Manchester.
On le présente souvent comme un poète punk, car sa carrière a commencé à la fin des années 1970 au cœur de l'explosion punk.

## Biographie
Clarke a été accompagné musicalement par The Invisible Girls, avec comme membres le producteur Martin Hannett, Pete Shelley de The Buzzcocks, Bill Nelson, Paul Burgess et Steve Hopkins. Il a fait la première partie de groupes comme The Sex Pistols, The Fall, Joy Division, The Buzzcocks, Elvis Costello, de la tournée américaine de Rockpile, en 1979. Plus récemment, il a ouvert pour Joe Strummer & The Mescaleros (ex-The Clash). Son poème Out of Control Fairground a été imprimé dans la couverture intérieure du cd-single des Arctic Monkeys Fluorescent Adolescent en 2007. 
Son spectacle est fait de déclamations énergiques et très rapides de ses poèmes. Surnommé dans la presse « le barde de Salford », il se présente lui-même sur scène en tant que « Johnny Clarke, le gars derrière la coupe de cheveux ». Ces dernières années, son spectacle s'est rapproché de la comédie stand-up.
Son 45 tours Gimmix! Play Loud et l'album correspondant Snap, Crackle & Bop ont été classés dans le hit-parade anglais au tournant des années 70/80. Il apparait aussi sur l'album Short Circuit: Live at the Electric Circus (25 cm, 1978) aux côtés de The Fall, Joy Division, The Drones, Steel Pulse et The Buzzcocks et sur Urgh! A Music War, l'album-concert de 1980. Il a fait deux apparitions dans des publicités pour les confiseries Sugar Puffs en 1988.
Durant les années 80, Clarke a lutté contre une accoutumance à l'héroïne. Il a vécu avec la chanteuse Nico durant cette période. 
Son titre Evidently Chickentown, tiré de l'album Snap, Crackle & Bop a été utilisé pour la dernière scène d'un épisode de la série les Sopranos (Stage 5). Il déclame le même poème dans une scène du film Control, où il joue son propre rôle de première partie d'un concert de Joy Division. Il est apparu au festival des antipodes Big Day Out en 2007[réf. nécessaire].
Il habite désormais avec sa famille (sa compagne Evie, mère de sa fille Stella, née en 1994) à Colchester, dans le Comté d'Essex (Angleterre) et il a repris des tournées régulières.

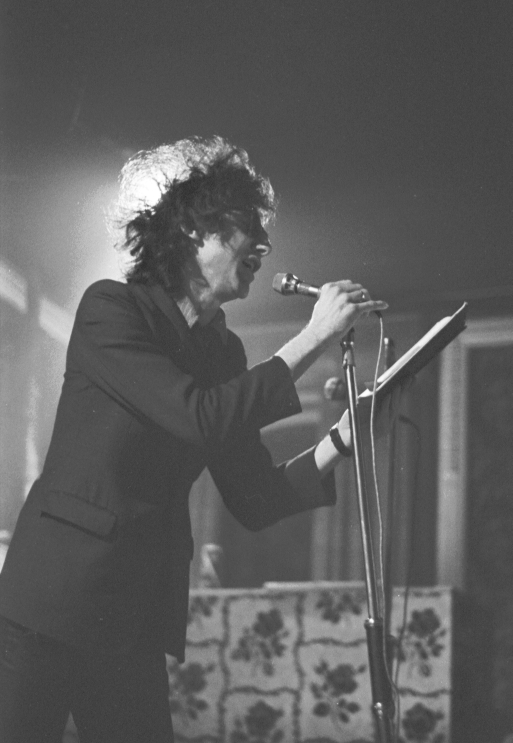
John Cooper Clarke, Cardiff, 1979

## Discographie
- Innocents, John Cooper Clarke and the Curious Yellows, 45t, Rabid Records, 1977
- Où Est la Maison de Fromage?, 33t, Noze, 1978
- Gimmix !/Play Loud, 45t, Epic,1978
- Disguise In Love, 33t, CBS, 1978
- Walking Back to Happiness, 25 cm, Epic, 1979
- Snap, Crackle & Bop, 33t, Epic 1980
- The Day My Pad Went Mad, 45t, Epic, 1980
- Me and My Big Mouth, 33t, Epic, 1981
- Zip Style Method, 33t, Epic, 1982
- Snap, Crackle & Bop, CD, Epic, 1995
- The Very Best Of, CD, Sony Music Entertainment (UK), 2002
- Où Est La Maison De Fromage, CD, Castle Music / Castle Communications, 2005
- This Time It's Personal, CD, Sony Music, 2016 (en collaboration avec Hugh Cornwell)